# البطان

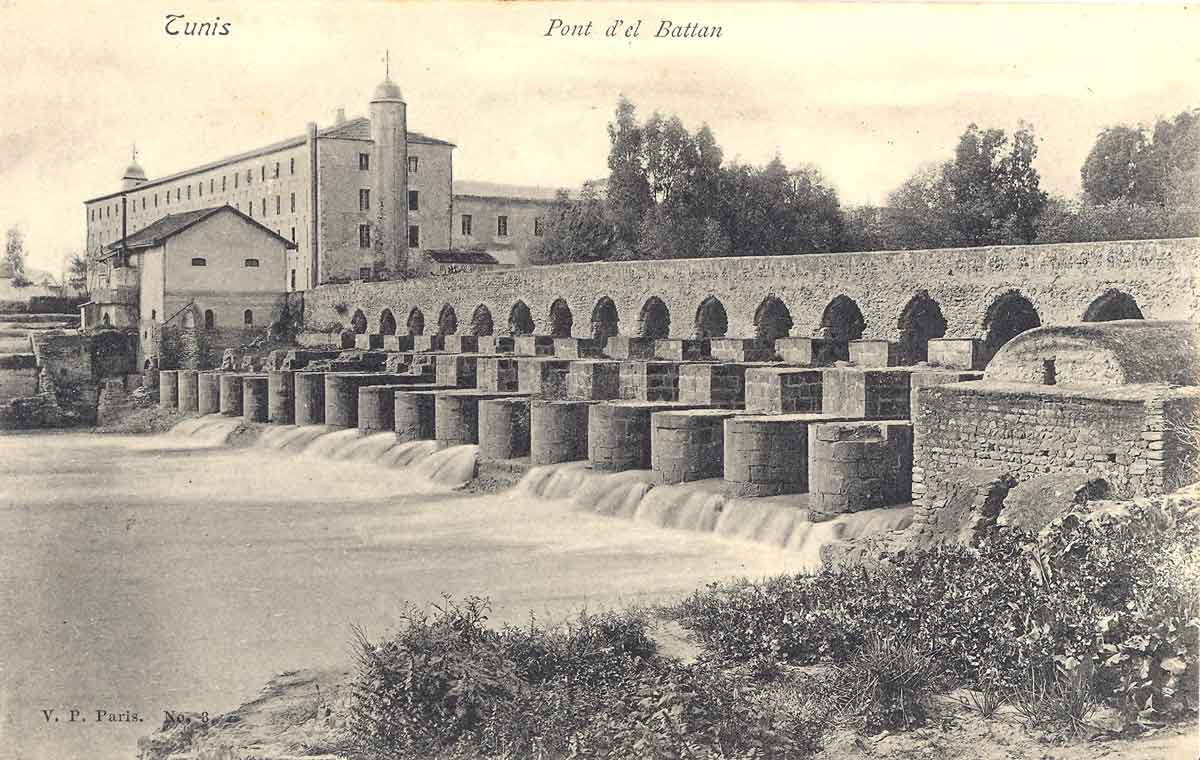
جسر البطان في أوائل القرن العشرين الميلادي

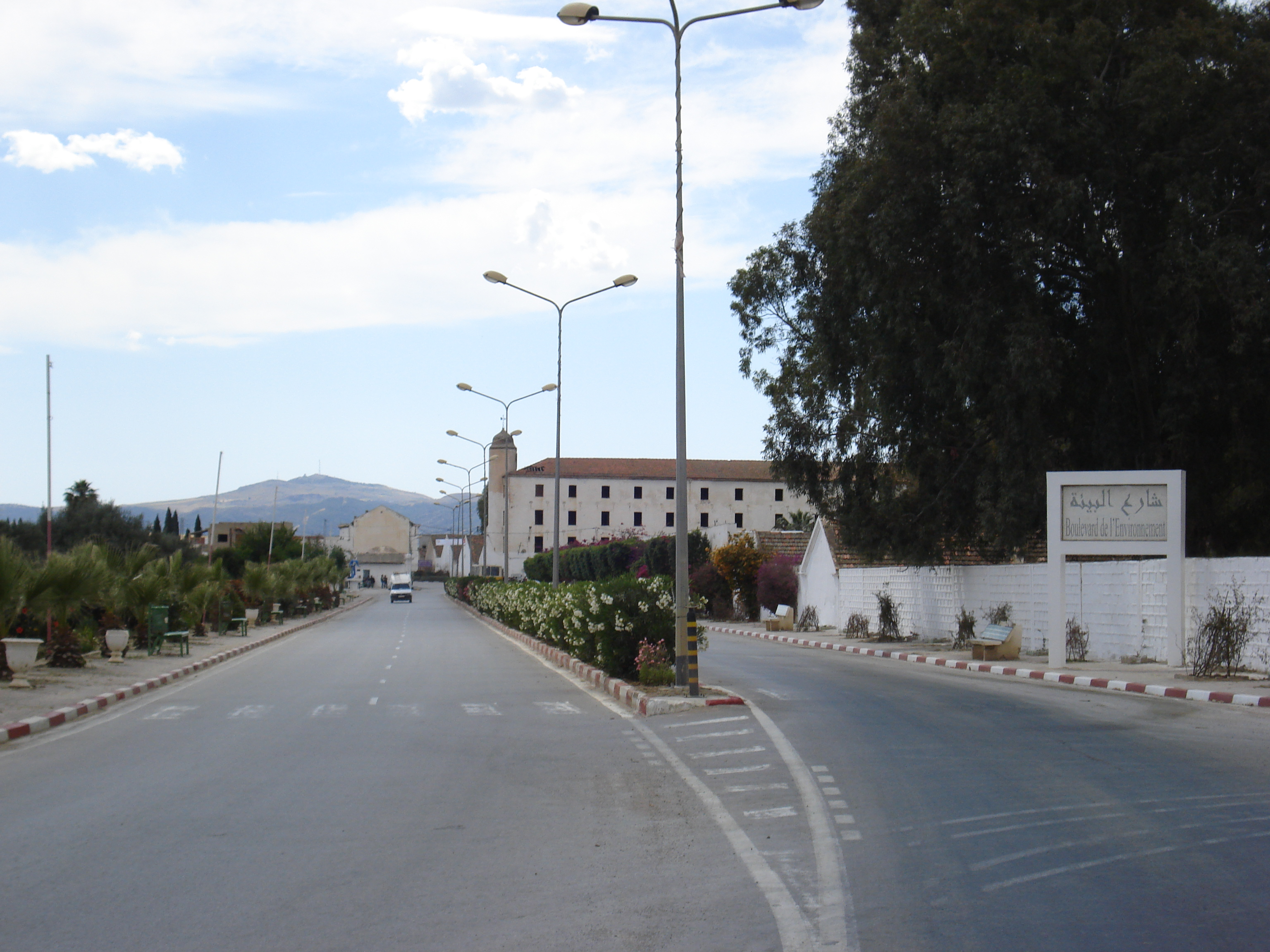
البطان

البَطَان إحدى مدن الجمهورية التونسية، تقع في ولاية منوبة، على بعد 29 كم غربي مدينة تونس.

### مواضيع ذات علاقة
- ولاية منوبة.